# Poznachowice Dolne
Poznachowice Dolne – wieś w Polsce położona w województwie małopolskim, w powiecie myślenickim, w gminie Wiśniowa.
| SIMC    | Nazwa        | Rodzaj    |
| ------- | ------------ | --------- |
| 0342545 | Browarzysko  | część wsi |
| 0342551 | Kretówki     | część wsi |
| 0342568 | Młyn         | część wsi |
| 0342574 | Podgrodzisko | część wsi |

W latach 1975–1998 miejscowość administracyjnie należała do województwa krakowskiego.
Zobacz też: Poznachowice Górne